# Adetus modestus
Adetus modestus es una especie de escarabajo del género Adetus, familia Cerambycidae. Fue descrita científicamente por Melzer en 1934.
Habita en Argentina y Brasil. Los machos y las hembras miden aproximadamente 5-8 mm. El período de vuelo de esta especie ocurre en el mes de noviembre.